# Caecatemnus setosipygus
Caecatemnus setosipygus är en spindeldjursart som beskrevs av Volker Mahnert 1985. Caecatemnus setosipygus ingår i släktet Caecatemnus och familjen Atemnidae. Inga underarter finns listade.